# 塾 SiN
塾 SiN（じゅくしん 英: Juku SiN）は、（一社）テラプロジェクトが、2011年7月、大阪富国生命ビル4Fに開設した第三世代大学（市民大学）。 塾生対象者は、子育てや納税、ボランティアなど社会貢献を果たし、充実したゴールデンエイジ設計に意欲をもっている一般市民。

## 概要

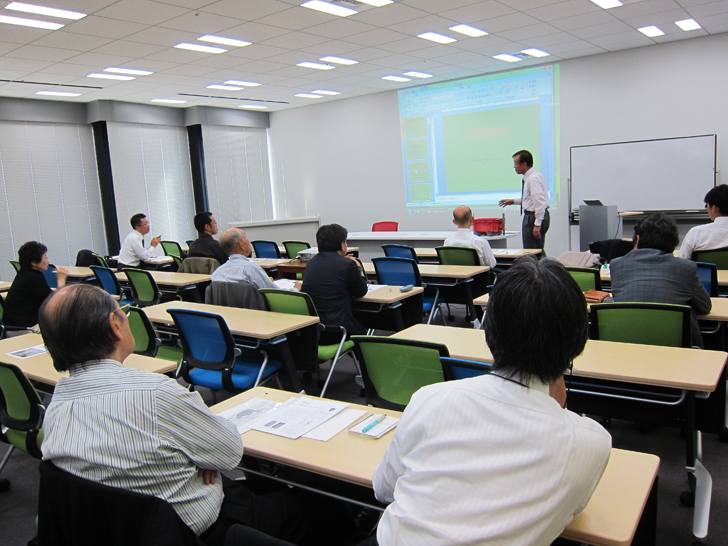
塾SiN講義風景

大阪梅田、富国生命ビル 4Fの社会貢献施設「まちラボ」で開催されている市民講座。2011年7月から開講しており、産学連携活動支援を手掛けている社団法人テラプロジェクトが運営している。「第三世代大学」と銘打ち、同社団の、モノつくり・コトつくり支援活動の一環として、植物・食品・財産・薬などに関する講座を、第三世代（リタイア世代）や主婦層を中心とした一般市民向けに開催されている。。

開設目標として、『豊かな生活を築きあげる上で、より密なコミュニケーションが必要であり、そのコミュニケーションを通じて「人が人を育てる」ことの重要性を認識する』ことを掲げており、第三世代の人々や子育てに一段落ついた主婦等に、ゴールデンエイジを築くのに役立つ情報を提供するとしている  。

## 特徴
- 第三世代大学

第三世代大学（英語ではUniversity of the Third Age; U3A）とは、中高齢者（定年後、あるいは50代以降、場合によっては40代以降）が、再度学びの場に戻り知識を吸収する場である。ヨーロッパなどで2000年前後から主に著名大学を中心に、多くの講座が開かれている。第三世代大学「塾 SiN」では中高年に加え、日本では特に専業主婦人口が多いという状況を考慮し（2008年、厚生年金のデータでは、約1,044万人）、これらの主婦層を含めた層を対象としている。
- 体験実習授業

5科目の開講科目の内、植物学基礎編および植物学園芸編を受講した塾生には、塾を運用している「社団」テラプロジェクトが連携協定を締結している組織と連携の下、体験授業を課し、テラプロジェクト館内の植物育成ボックス（私の箱）を実践の場として活用し、修得した知技を実践することによって専門的な植物育成技術を修得する予定となっており、開講科目を補完する形態としている。

また、財産総合学を修了した塾生向けの実践講座が別途開講している。
- タニマチ奨学金制度（TP奨学金制度）

塾 SiNの開講の原点（人が人を育てる）については、「わが子に対する親の役目であり、野口英世を我が国が誇る国際人に育てた小林栄の尊敬に値する奨学支援や関西の生み出した「タニマチ」精神に繋がっている」としている 。 また、個人や企業等法人の賛同を得て、個人奨学金・企業等奨学金制度を設けている 。 タニマチ奨学金の特筆すべき点は誰もが「タニマチ」になることができ、さらに出資者である「タニマチ」自身が奨学生を選ぶことができる点である。「人」（タニマチ）が「人」（奨学生）を育てるという思想は、家族の絆、地域の人と人との繋がりを強化するだけでなく、会社や法人が社会貢献のための重要な役割を担っており、実社会においてステークホルダー間の結びつきを増強することができる。

## 要覧
「塾 SiN」では、科目修了者には、「科目修了証書」が、全科目修了者には、「塾 SiN修了証書：SiN Diploma」が授与される。また、植物学２科目を修了した塾生には、「植・食、健康」関連の産学連携活動支援施設のある、大阪富国生命ビル館内のグローボックスを使用した室内緑化の実習などを行なう、新たな実践講座の受講が可能になる予定とアナウンスされている 。また、財産総合学を修了した塾生向けの実践講座が別途開講している。

## 受講対象者
対象者は、人生を子供（小・中・高・大学校時代）の第一世代、現役就労者である第二世代、定年後の第三世代と分けた場合における第三世代とともに、子育てを終えた専業主婦（専業主夫）層などもターゲットにしている。

## 講義内容
1科目は、週1回（1授業：90分）の講義 10回分で構成され、2019年5月現在、第17期目が開講中であり、食品栄養学、アンチエイジング学、スーパーフード学、健康薬学、財産総合学の5科目48講座と特別講座3講座が実施されている
。各科目は年に2回、内容を変えながら開講されている 。